# Боевая техническая группа при ЦК РСДРП
Боева́я техни́ческая гру́ппа при ЦК РСДРП — подпольная боевая организация РСДРП, действовавшая на территории Российской Империи, в период Первой русской революции.
Основными задачами организации были приобретение и транспорт оружия, формирование и обучение боевых дружин для участия в вооруженном восстании и социалистической революции. Боевая техническая группа действовала под контролем большевистской фракции РСДРП.

## Формирование
В январе 1905 года при Петербургском комитете РСДРП была образована группа под руководством Н. Е. Буренина, занимавшаяся, главным образом, приобретением пистолетов и револьверов у частных лиц. Однако таким образом нельзя было ни получить необходимого количества оружия, ни проконтролировать его качество, ни обеспечить регулярное снабжение боеприпасами. Поэтому была организована закупка стрелкового оружия за рубежом (в основном в Бельгии и Германии) и транспортировка его в Россию. Большая часть оружия и взрывчатки перевозилась контрабандой через границу с Финляндией, вблизи которой находились семейные имения членов группы Н. Е. Буренина (Кирьясало) и А. М. Игнатьева (Ахи-Ярви). В этих имениях располагались перевалочные базы и склады оружия. Группа тесно сотрудничала с финской партией активного сопротивления. Часть оружия поступала также контрабандой через прибалтийские порты и западную сухопутную границу.
Летом 1905 года была предпринята неудачная попытка доставить вооружение для революционных партий России по Балтике пароходом «Джон Графтон». Однако пароход сел на мель и затонул у берегов Финляндии. Большевикам удалось получить часть оружия, снятого финскими крестьянами и рыбаками с затонувшего судна.
Также источником оружия были российские заводы — Сестрорецкий оружейный завод, Охтинский пороховой завод и другие, откуда оно похищалось рабочими-членами группы. Для снаряжения боеприпасов были организованы конспиративные патронные мастерские.
Одновременно были созданы химические лаборатории, где разрабатывались и синтезировались взрывчатые вещества, конструировались и изготавливались взрывные устройства. Боевики наладили связь с болгарским террористом Н.Тюфекчиевым, у которого позаимствовали «македонскую» конструкцию бомбы.
После принятия III съездом РСДРП резолюции о вооруженном восстании группа перешла под контроль ЦК и стала получать от него финансирование. Руководство группой и связь с ЦК осуществлял Л. Б. Красин.
К осени 1905 года добытые группой оружие и боеприпасы были сконцентрированы в основном в Петербурге и его окрестностях. Обеспечить Московское восстание вооружением не удалось, если не считать некоторого количества материалов для изготовления бомб.
В 1906 году численность Боевой технической группы возросла, удалось наладить постоянные каналы доставки оружия. Однако после IV съезда РСДРП финансирование боевой деятельности со стороны ЦК практически прекратилось. Группа управлялась Большевистским центром и практически разорвала связи с ЦК, попавшим под контроль меньшевиков. Важным источником пополнения средств организации становятся экспроприации.
27 января 1906 года боевая дружина петербургской организации большевиков совершила нападение на трактир «Тверь», где собрались члены «Союза русского народа», в основном рабочие заводов Невской заставы. Два «союзника» были убиты, около двадцати ранены.
13 февраля 1906 года группа из 12 латышских социал-демократов была привлечена для ограбления отделения Госбанка в Гельсингфорсе. В ходе операции и бегства от преследования были убиты 4 и ранены 10 человек, похищено около 100 тысяч рублей.
Осенью 1906 года провалилась вторая попытка доставить оружие морским путём специально зафрахтованным судном. Нанятая М. М. Литвиновым яхта «Зора» отправилась из Варны на Кавказ, но потерпела крушение у берегов Румынии и была арестована румынскими властями.
В ноябре 1906 года представители группы участвовали в работе Первой конференции военных и боевых организаций в Таммерфорсе.
В марте 1907 года была организована школа-лаборатория в Куоккала, где проходило обучение обращению с взрывчаткой, бомбами и оружием. Однако спустя два месяца школа была провалена агентом охранки, преподаватели и слушатели были арестованы финляндской полицией.
После тифлисской экспроприации 1907 года у большевиков возникли трудности с реализацией добытых 500-рублёвых банкнот. Их номера были зафиксированы, а банки в России, Европе и Америке были предупреждены. Попытки разменять их кончилась провалом. Согласно воспоминаниям участников, Л. Б. Красин и А. М. Игнатьев оборудовали лабораторию, где художница А. Л. Шмидт «подправляла» номера. Сохранилась «бракованная» банкнота, которая хранится в петербургском Музее политической истории.
К концу 1907 года революция пошла на спад, и стала ясна бесперспективность дальнейшей подготовки к вооруженному восстанию. V съезд РСДРП принял меньшевистскую резолюцию против партизанских выступлений. Серия провалов привела к аресту ряда членов группы, и в 1908 году она прекратила свою деятельность. Оружие, так и не нашедшее употребления, было закопано в тайниках на Карельском перешейке и на окраинах Петербурга.